# Kanashii Yokan
Singles de Yukiko Okada
Summer Beach
(17 avril 1985) Love Fair
(5 octobre 1985)
Kanashii Yokan (哀しい予感, trad.  « Triste sentiment ») est le 6e single de la chanteuse Yukiko Okada sorti en juillet 1985.

## Développement
Le single sort le 17 juillet 1985 initialement sous format vinyle et cassette audio, trois mois après le précédent single d'Okada Summer Beach. Il atteint la 7e place du classement hebdomadaire des ventes de l'Oricon.
Il comprend deux titres seulement : la chanson-titre Kanashii Yokan ainsi qu'une chanson inédite en face B Koibitotachi no Calendar, toutes les deux écrites et composées par Mariya Takeuchi.
La chanson-titre figurera sur l'album  Jūgatsu no Ningyo en septembre, sur la compilation Okurimono II en décembre suivant ainsi que sur le  coffret Memorial Box en 1999, comportant entre autres un exemplaire de cette compilation. Elle figurera également bien plus tard avec sa chanson face B sur un autre coffret 84-86 Bokura no Best SP Okada Yukiko CD/DVD-Box [Okurimono III] en 2002 et sur The Premium Best Okada Yukiko plus récemment en 2012. 

## Liste des titres
| 1.   | Kanashii Yokan (哀しい予感)                     | 3:39 |
| 2.   | Koibitotachi no Calendar (恋人たちのカレンダー) | 3:37 |
| 7:16 |                                                 |      |